# Arra
Arra es una parroquia española del municipio de Sangenjo, perteneciente a la provincia de Pontevedra, en la comunidad autónoma de Galicia.

## Historia
Hacia mediados del siglo XIX, la parroquia, ya por entonces perteneciente a Sangenjo, tenía contabilizada una población de 120 habitantes. Aparece descrita en el tercer volumen del Diccionario geográfico-estadístico-histórico de España y sus posesiones de Ultramar de Pascual Madoz con las siguientes palabras:

ARRA (San Mauro de): felig. en la prov. de Pontevedra (3 1/2 leg.), dióc. de Santiago (12), part. jud. de Cambados (2), y ayunt. de San Jenjo (2/3): sit. muy cerca del mar, en el ameno y pintoresco valle de Salmés, á la entrada y sobre la orilla de la ria de Pontevedra, de libre ventilacion y clima saludable: se compone de varias casas formando unas 1 grupo alrededor de la igl. parr. (San Mauro, vulgo San Amaro), y otras distribuidas en los l. de la Aldea y de la costa de Arra, ó por otro nombre el Couto: le pertenecia tambien la ald. de la Graña, sit. en la ribera oriental de la Península del Gróve. Dicha igl., con titulo de Prioral, dependia del monast. cisterciense de Sta. Maria de Armentera; sirve de templo la capilla del prior, quien funcionaba como cura. Su térm. es reducido y confina por el E. con el de Dina, por el S. con el de Portonovo, y por el O. con el de Ayós; participa de monte y llano. Los caminos vecinales y malos; y el correo se recibe en Cambados: prod.: trigo, patatas, nabos, legumbres y hortalizas: pobl.: 22 vec, 120 alm.: contr. con su ayunt. (V.).
(Madoz, 1846, p. 7)

En 2023, tenía empadronados 406 habitantes.